# Astra Zarina
Astra Zarina (Riga, 25 de agosto de 1929 – Civita di Bagnoregio, 31 de agosto de 2008) fue una arquitecta y profesora emérita en el Departamento de Arquitectura de la Universidad de Washington. Conocida por ser cofundadora de los programas de Estudios italianos de la Universidad de Washington y por ser fundadora del Centro de Roma de la Universidad de Washington (UW Rome Center).

## Biografía
Zarina nació en Riga, Letonia. Fue a Estados Unidos con sus familiares después de la Segunda Guerra Mundial y se matriculó en la Universidad de Washington (UW) en 1947. En el programa de arquitectura de la UW estudió con los profesores Lionel Pries, Wendell Lovett, y Victor Steinbrueck. Se graduó en Arquitectura en 1953. Tras graduarse, trabajó en la oficina de Paul Hayden Kirk y se casó con su compañero de clase de Arquitectura Douglas Haner (1930–2011).
Zarina se trasladó a Boston en 1954 para formarse en el programa de Arquitectura del MIT. Su marido fue a Harvard. Zarina y Haner obtuvieron en 1955 la Maestría en Arquitectura y fueron a trabajar a la oficina de Minoru Yamasaki a las afueras de Detroit.
En 1960, Zarina fue la primera mujer que consiguió la Beca de Arquitectura de la Academia Americana de Roma. Posteriormente ganó una Beca Fulbright para estudiar y viajar a Italia. Zarina y Haner se divorciaron.
Zarina comenzó a mediados de los sesenta siendo profesora a media jornada en la Universidad de Washington.  En 1970, en coordinación con el Profesor Thomas Bosworth, del Departamento de Arquitectura, Zarina llevó a cabo el primer programa en Roma para alumnado de Arquitectura. Entre sus primeros estudiantes se encontraban Steven Holl y Ed Weinstein. El Programa de Roma posteriormente se convertiría en una oferta regular del Departamento.  Zarina fue nombrada profesora asociada y más tarde, profesora titular. 
A finales de los años sesenta, Zarina, y su segundo marido Anthony Costa Heywood, también arquitecto, empezaron a trabajar en la restauración de la ciudad colina Civita di Bagnoregio, localizado a 60 millas al norte de Roma. En 1976, Zarina impartió su primer programa de verano sobre ciudades en colinas, basado en Civita di Bagnoregio.
En 1976 publica también su libro, en coautoría con Balthazar Korab, sobre los paisajes de los tejados de Roma: I tetti di Roma: Le terrazze, le altane, i belvedere.  En 1979 Zarina recibió el Premio de la Universidad de Washington a la Enseñanza Distinguida.
A comienzos de los años ochenta, trabajando con Gordon Varey, Decano del College de Arquitectura y Planificación Urbana (ahora College of Built Environments), Zarina desarrolló la idea de un espacio de formación permanente en Roma. En 1984 el Centro de Roma se estableció en el Palazzo Pio, cerca del centro de Roma. Zarina fue directora del Centro de Roma hasta mediados de los años noventa. El UW Centro de Roma continúa albergando los programas de Arquitectura en Roma, pero también programas de otras muchos otros departamentos de la Universidad de Washington y de otras escuelas de arquitectura americanas.
Zarina se retiró de enseñar sobre el año 2000. Vivió sus últimos años en Civita di Bagnoregio, donde continuó promoviendo su restauración. Murió allí en agosto de 2008.

## Premios y reconocimientos
- 1960, Beca de Arquitectura de la Academia Americana de Roma.
- 1960, Beca Fulbright
- 1979, Premio de la Universidad de Washington a la Enseñanza Distinguida